# Geoffrey B. Greatrex
Geoffrey B. Greatrex (* 15. November 1968 in Ottawa) ist ein kanadischer Althistoriker.
Greatrex, der 1994 in Oxford mit einer Arbeit zum Thema Procopius and the Persian Wars promoviert wurde, lehrt als Associate Professor am Department of Classics and Religious Studies an der University of Ottawa in Ottawa, Ontario. 
Greatrex ist ein ausgewiesener Kenner der spätantiken Militärgeschichte und der römisch-sassanidischen Beziehungen (insbesondere im 5. und 6. Jahrhundert). Er hat mehrere wichtige Aufsätze und Monographien über die militärischen Auseinandersetzungen und kulturellen Kontakte dieser beiden antiken Großmächte verfasst. Außerdem hat Greatrex zusammen mit Samuel N. C. Lieu 2002 ein wichtiges Quellenbuch herausgegeben, in dem zentrale Quellenausschnitte in englischer Übersetzung gesammelt worden sind, einschließlich eines Kommentars und überleitender Erklärungen (The Roman Eastern Frontier and the Persian Wars: 363–628 AD. A narrative Sourcebook). 
Auch die spätantike Historiographie (und dabei insbesondere Prokopios von Caesarea) ist ein zentrales Betätigungsfeld von Greatrex. 2022 veröffentlichte er einen umfangreichen zweibändigen historischen Kommentar zu den ersten beiden Büchern von Prokopios' Historien. Zudem war er von Anfang 2004 bis Ende 2005 und nochmals von Anfang 2022 bis Ende 2023 Präsident der kanadischen Esperanto-Gesellschaft. 2025 wurde er Mitglied der Academia Europaea.

## Publikationen (Auswahl)
- Procopius and the Persian Wars (Dissertation, hier online)
- Rome and Persia at war, 502–532 (= Arca. Band 37). Cairns, Leeds 1998, ISBN 0-905205-93-6, Besprechung (Bryn Mawr Classical Review).
- Justin I and the Arians. In: Studia Patristica.Band 34, 2001, ZDB-ID 223688-6, S. 73–81.
- Lawyers and Historians in Late Antiquity. In: Ralph W. Mathisen (Hrsg.): Law, Society and Authority in Late Antiquity. Oxford University Press, Oxford u. a. 2001, ISBN 0-19-924032-9, S. 148–161.
- mit Samuel N. C. Lieu: The Roman Eastern Frontier and the Persian Wars. Part 2: AD 363–630. A narrative sourcebook. Routledge, London u. a. 2002, ISBN 0-415-14687-9, Besprechung (Plekos).
- Recent work on Procopius and the Composition Wars VIII. In: Byzantine and Modern Greek Studies. Band 27, 2003, S. 45–67, doi:10.1179/byz.2003.27.1.45.
- Khusro II and the Christians of his empire. In: Journal of the Canadian Society for Syriac Studies. Band 3, 2003, ZDB-ID 2128652-8, S. 78–88.
- Byzantium and the East in the Sixth Century. In: Michael Maas (Hrsg.): The Cambridge Companion to the Age of Justinian. Cambridge University Press, Cambridge u. a. 2005, ISBN 0-521-81746-3, S. 477–509, Besprechung (Bryn Mawr Classical Review); Besprechung (Sehepunkte).
- The Chronicle of Pseudo-Zachariah Rhetor. Church and War in Late Antiquity (= Translated Texts for Historians. Band 55). Liverpool University Press, Liverpool 2011, ISBN 978-1-84631-494-0.
- Procopius of Caesarea: The Persian Wars. A Historical Commentary. Cambridge University Press, Cambridge 2022, ISBN 978-1-1070-5322-9 (ausführliche Fachbesprechung bei Plekos).
- Procopius of Caesarea: The Persian Wars. Translation, with Introduction and Notes. Cambridge University Press, Cambridge 2022, ISBN 978-1-1071-6570-0 (Rezension Mischa Meiers bei Sehepunkte).
- mit Stephen Mitchell: A History of the Later Roman Empire. AD 284–700. 3. Auflage. Wiley-Blackwell, Hoboken (NJ) 2023, ISBN 978-1-119-76855-5.
- Mehrere Artikel für De Imperatoribus Romanis
- Rezensionen für The Bryn Mawr Classical Review und The Medieval Review